# Erehof Gorredijk
Erehof Gorredijk ligt op de algemene begraafplaats van de Nederlandse plaats Gorredijk (provincie Friesland), aan de zuidkant van die plaats. Op de begraafplaats liggen 6 graven die onderhouden worden door de Commonwealth War Graves Commission. Op de graven staan de volgende namen:
| Naam                    | Functie                      | Onderdeel                         | Sq          | Overleden  | Leeftijd |
| ----------------------- | ---------------------------- | --------------------------------- | ----------- | ---------- | -------- |
| William Ronald Balls    | Radio-operator/boordschutter | Royal Air Force Volunteer Reserve | 9e Squadron | 08-09-1941 | 20       |
| Robert Arthur Banks     | Piloot                       | Royal Air Force Volunteer Reserve | 9e Squadron | 08-09-1941 | 21       |
| Walter Basil Lowe       | Waarnemer                    | Royal Air Force                   | 9e Squadron | 08-09-1941 | 28       |
| Alan Scotland Macdonald | Boordschutter                | Royal Air Force Volunteer Reserve | 9e squadron | 08-09-1941 | 27       |
| Jack Cyril Saich        | Piloot                       | Royal Air Force Volunteer Reserve | 9e Squadron | 08-09-1941 | 20       |
| Eric Trott              | Radio-operator/boordschutter | Royal Air Force Volunteer Reserve | 9e Squadron | 08-09-1941 | 20       |

## Geschiedenis
Op 8 september 1941 was een Wellington-bommenwerper, de Z8871 van het 9e Squadron, op missie richting Berlijn toen deze werd aangevallen door een Duitse nachtjager. Het toestel stortte kort daarop neer op de Bruggelaan in Terwispel. Alle bemanningsleden kwamen hierbij om het leven. Zij liggen begraven op dit erehof. Die nacht stortte er nog een bommenwerper van hetzelfde type bij Drachtstercompagnie neer.